# (9233) Itagijun
(9233) Itagijun – planetoida z pasa głównego okrążająca Słońce w ciągu 4 lat i 33 dni w średniej odległości 2,56 j.a. Została odkryta 1 lutego 1997 roku w obserwatorium Ōizumi przez Takao Kobayashiego. Nazwa planetoidy pochodzi od Juna Itagiego (ur. 1958), amatorsko propagującego astronomię, badacza meteorytów Mihonoseki i Tahara. Przed nadaniem nazwy planetoida nosiła oznaczenie tymczasowe (9233) 1997 CC1.